# Wereldkampioenschap wegrace 1971
Het wereldkampioenschap wegrace seizoen 1971 was het 23e in de geschiedenis van het door de FIM georganiseerde wereldkampioenschap wegrace.

## Algemeen
Merken/teams
Kawasaki maakte al in december 1970 bekend dat de Kawasaki H 1 R niet meer als productieracer leverbaar zou zijn. De fabrieksracers zouden ca. 7 pk meer gaan leveren. Wel kwamen er kits in de handel om een bestaande productieracer op te voeren tot ca. 84 pk.
Jawa kwam in 1971 niet meer aan de start in het WK. Het maakte halverwege het seizoen bekend de Jawa 350 cc V4 niet meer in te zetten. De raceafdeling van CZ, die nog pogingen had gedaan de CZ 350 cc V4 op te boren tot 420 cc, werd in 1971 zelfs opgeheven.
Tijdens de openingsrace van de Mototempora Romagnola in Modena trainden Giacomo Agostini en Angelo Bergamonti met de nieuwe MV Agusta 350 zescilinder, maar die gebruikten ze niet in de race. Tijdens het seizoen waren deze machine ook helemaal niet nodig, want de driecilinders waren niet te verslaan.
Coureurs
Kel Carruthers accepteerde een aanbod van Yamaha om in de Verenigde Staten te gaan racen, maar hij deelde ook zijn kennis van de Yamaha's met Aermacchi, dat voor 1971 een tweecilinder tweetakt ontwikkelde. Net als Renzo Pasolini had Carruthers altijd een goede band met de Aermacchi-fabriek gehad.
De Nederlanders Theo Bult en Rob Bron deden het erg goed in 1971, maar ze schakelden zichzelf uit voor de beslissende laatste Grand Prix. Bult stond toen nog derde in de 350cc-klasse, Bron stond gedeeld tweede (met Keith Turner) in de 500cc-klasse. Tijdens de nationale kampioenschapsrace in Vessem viel Theo Bult waardoor hij een hersenschudding en een beschadigde rugwervel opliep. Rob Bron had Monza al over moeten slaan door een hersenschudding in een andere nationale race (Oosterwolde), maar brak tijdens de training in Vessem een sleutelbeen.
De meest opmerkelijke debutant in 1971 was ongetwijfeld Barry Sheene. Hij startte met de verouderde Suzuki RT 67 in de 125cc-klasse, maar al snel hadden andere teams door dat ze in Sheene een goede steunpilaar voor hun toprijders hadden. Zo reed hij in de 50cc-klasse enkele races als "hulpje" voor Jan de Vries met een Van Veen-Kreidler en in de 250cc-klasse bracht hij de experimentele Derbi twin aan de start. Met zijn ex-Stuart Graham Suzuki uit 1967 werd hij bovendien tweede in de 125cc-klasse, terwijl hij één race voor het einde van het seizoen nog aan de leiding stond.
Races
De TT van Assen was bijzonder succesvol voor de Nederlanders: Theo Bult werd tweede in de 250cc-klasse en derde in de 350 cc en Rob Bron werd tweede in de 500 cc. Daardoor stond Bult totaal tweede in de 350cc-klasse en Bron stond tweede in de 500cc-klasse.
In 1971 vormden de onlusten in Noord-Ierland een grote bedreiging voor de Ulster Grand Prix. Volgens journalist Mick Woollett waren de ontploffingen en schoten vanuit Belfast op het circuit te horen en was de rook van de branden te zien. Daar kwam nog bij dat de organisatie door de 50cc-klasse te schrappen (er waren slechts acht inschrijvingen) de kans liep haar WK-status te verliezen omdat ze niet aan het minimum van vijf raceklassen kwam. De races móesten echter doorgaan, omdat er anders veel geld verloren zou gaan en het verlies van de WK-status dan zeker zou zijn. Giacomo Agostini was al wereldkampioen in de 350- en de 500cc-klasse, maar kwam niet naar Noord-Ierland vanwege de gevechten. Dat was aannemelijk, want de MV Agusta's waren wel op het circuit aangekomen, maar hoefden niet uitgeladen te worden.
Het kwam zelden voor dat de wereldtitelstrijd pas in de laatste race beslist werd, waardoor de organisatoren die aan het einde van het seizoen aan de beurt kwamen publiek én topcoureurs misliepen. In 1971 bleef de spanning echter in vier van de zes klassen tot het einde bestaan. Agostini was ruim voor het einde van het seizoen zeker van de winst in de 350- en de 500cc-klassen, maar de zijspanklasse werd pas in haar laatste race (de Ulster Grand Prix) beslist en de 50-, 125- en 250cc-klassen in de Grand Prix van Spanje.

## Overleden/gestopt
Overleden
- Angelo Bergamonti verongelukte tijdens de voorjaarsrace in Riccione op 4 april. Hij was op dat moment in de eindfase van de (natte) 350cc-race in gevecht met zijn teamgenoot Giacomo Agostini. Bergamonti slipte en raakte zwaar gewond. Hij werd eerst naar een plaatselijk ziekenhuis gebracht, maar daarna naar Bologna, waar hij met spoed geopereerd werd. Hij overleed kort voor middernacht.
- Op 9 juni 1971 verongelukte Brian Finch bij Ballacraine met een Suzuki T 500 tijdens de Production 500 TT.
- 12 juni 1971 verongelukte Maurice Jeffery bij Rhencullen met een Norton Manx tijdens de Senior TT.
- Op 4 juli 1971 overleed Christian Ravel na een val in de Blanchimont-bocht op het Circuit Spa-Francorchamps.
- Op 8 juli verongelukte Günter Bartusch tijdens de training van de 350cc-klasse op de Sachsenring.
- Peter Pritchard, Peter Sheridan en Philip Smith verongelukten tijdens een zijspanrace op Oulton Park.

Gestopt
- Theo Bult, herstellende van de verwondingen die hij had opgelopen bij een nationale race in Vessem, verklaarde in september 1971 dat hij nooit meer op een racemotor zou stappen.

## Puntentelling
|         | 1e | 2e | 3e | 4e | 5e | 6e | 7e | 8e | 9e | 10e |
| Punten: | 15 | 12 | 10 | 8  | 6  | 5  | 4  | 3  | 2  | 1   |

## Aantal (tellende) wedstrijden
In de zijspanklasse werden acht races gereden, in de 50cc-klasse negen, in de 125-, 350- en 500cc-klassen elf en in de 250cc-klasse 12.
Om het aantal tellende resultaten te bepalen moest men bij een even aantal races dit aantal halveren en er één bij optellen. Bij een oneven aantal werd er eerst een bij opgeteld en dit getal werd dan gehalveerd.
|         | Races | Tellend |
| ------- | ----- | ------- |
| 50 cc   | 9     | 5       |
| 125 cc  | 11    | 6       |
| 250 cc  | 12    | 7       |
| 350 cc  | 11    | 6       |
| 500 cc  | 11    | 6       |
| zijspan | 8     | 5       |

## 500cc-klasse
1971 Was opnieuw een jaar zonder concurrentie voor MV Agusta. De zescilinders, die men in ontwikkeling had, werden nooit gebruikt, omdat ze niet nodig waren. Zelfs de Europese viertakt-concurrenten, zoals Paton, Linto en Seeley, moesten nu aansluiten achter de opgevoerde tweetakt-standaardmotoren, zoals de Kawasaki H 1 R en de Suzuki T 500.
1. Oostenrijk, Salzburgring
Tijdens de openingswedstrijd op de Salzburgring verbaasde Theo Louwes vriend en vijand door met zijn "Fanclub Theo Louwes" Kawasaki H 1 R vier ronden lang op de derde plaats te rijden. Daarna viel hij door een lekke band. Van de 26 gestarte rijders finishten er maar 7. Zoals verwacht won Giacomo Agostini, Keith Turner (Suzuki T 500) werd tweede en Eric Offenstadt (SMAC-Kawasaki H 1 R) werd derde.
2. Duitsland, Hockenheim
In Duitsland gooide een andere Nederlander hoge ogen: Rob Bron was met zijn Suzuki T 500 als snelste weg, maar moest het hoofd buigen voor Agostini. Daarna moest hij het gevecht om de tweede plaats aangaan met Dave Simmonds (Kawasaki H 1 R), Eric Offenstadt (SMAC-Kawasaki H 1 R) en Lothar John (Yamaha). De Japanse tweetakten gebruikten nog steeds veel benzine, en Bron moest terwijl hij op de tweede plaats lag tanken. Dat kostte hem 30 seconden, waardoor hij gepasseerd werd door Jack Findlay (Jada-Suzuki T 500) en Ron Chandler (Kawasaki H 1 R). Findlay werd ook binnengeroepen voor benzine, maar nog voor hij kon tanken ging zijn motor kapot. Bron en Chandler vochten om de tweede plaats, die uiteindelijk naar Rob Bron ging. De overmacht van Agostini met zijn MV Agusta was wel overduidelijk: ze hadden twee ronden achterstand. Ginger Molloy viel met zijn Kawasaki voor de tweede keer uit, maar wist al dat Hockenheim zijn laatste Europese race zou zijn. Hij vertrok naar de Verenigde Staten om met Honda CB 750's te gaan racen.
3. Isle of Man Senior TT, Snaefell Mountain Course
De Senior TT moest vanwege het slechte weer een volle dag worden uitgesteld. Agostini was in de Junior TT uitgevallen en dus moest zijn 75e Grand Prix-overwinning in de Senior TT komen. Agostini leidde van start tot finish, Peter Williams werd met een Matchless G50 tweede en Selwyn Griffiths werd met een Matchless derde. In deze race verloor Maurice Jefferey het leven na een val bij Rhencullen.
4. Nederland, Assen
In de trainingen in Assen waren alleen Agostini en Dave Simmonds sneller dan Rob Bron. Bron had echter grote remproblemen en voor de race kreeg hij vier remschoenen van het team van MV Agusta. Bron stond op de eerste startrij, maar de Suzuki wilde niet aanslaan en hij was pas in het middenveld weg. Desondanks lag hij na de eerste ronde aan de leiding. In de vierde ronde werd hij ingehaald door Agostini en Simmonds, maar hij kon ze nog wel volgen. In de achtste ronde nam Bron de tweede plaats over van Simmonds. Agostini won, maar Rob Bron werd tweede, 17 seconden vóór Dave Simmonds. Bron stond nu tweede in het wereldkampioenschap, maar zat altijd in geldnood, waardoor het maar de vraag was of hij de volgende race kon rijden. De tweede plaats in Assen leverde hem 1.000 gulden op. Samen met het startgeld van 350 gulden en wat geld van de Telegraaf (die als sponsor optrad), kreeg hij weer wat lucht.
5. België, Spa-Francorchamps
In België duldde Agostini tot de vierde ronde Alberto Pagani, Christian Ravel, Dave Simmonds, Eric Offenstadt, Jack Findlay en Jim Curry in zijn buurt. Toen gaf hij gas en kon er gevochten worden om de tweede plaats. Simmonds en Pagani vielen al snel uit, terwijl Rob Bron in de buurt kwam na een slechte start. Het gevecht tussen Findlay, Ravel en Offenstadt eindigde fataal voor Christian Ravel, die in de Blanchimont-bocht met 160 km/h tegen de vangrail vloog en korte tijd later overleed. Offenstadt klopte Findlay in de sprint om de tweede plaats. Rob Bron werd vierde nadat hij weer een benzinestop had moeten maken.
6. DDR, Sachsenring
Giacomo Agostini won in de DDR zijn tachtigste Grand Prix, wat hem een wereldrecord opleverde. Bovendien was hij door deze overwinning zeker van zijn negende wereldtitel, evenveel als Mike Hailwood en Carlo Ubbiali. Keith Turner (Suzuki) werd tweede en Ernst Hiller (Kawasaki) werd derde. Rob Bron had pech: na een slechte start vocht hij zich naar de vijfde plaats, maar trapte toen zijn schakelpedaal stuk. Hij verloor twee ronden in de pit, maar werd dankzij het grote aantal uitvallers toch nog achtste.
7. Zweden, Anderstorp
De financiële problemen van privérijder Rob Bron begonnen zich halverwege het seizoen te wreken. Hij had al een oproep gedaan om ergens een Ceriani-remnaaf te lenen of te kopen, en in Zweden was zijn Suzuki T 500 eigenlijk aan nieuwe zuigers en cilinders toe. Hij werd geholpen door het team van Jamathi, maar daar waren geen onderdelen voor een 500cc-machine voorhanden. Bron wist van de achtste naar de vijfde plaats op te klimmen, maar viel uit door problemen met zijn ontsteking. Zijn concurrent Keith Turner werd in de stromende regen tweede achter Giacomo Agostini, terwijl Tommy Robb (Seeley) derde werd.
8. Finland, Imatra
In Finland waren Rob Bron en Dave Simmonds de enigen die in dezelfde ronde als Giacomo Agostini finishten, maar Bron kon Simmonds net niet voor blijven, waardoor hij op 0,8 seconde derde werd. Keith Turner werd vierde.
9. Ulster, Dundrod Circuit
In de Ulster Grand Prix had Rob Bron een goede dag. Agostini was niet naar Noord-Ierland gereisd en Keith Turner viel uit door een gescheurde expansiekamer van zijn uitlaat terwijl hij om de leiding vocht met de latere winnaar Jack Findlay. Bron moest een ongeplande tankstop maken waardoor hij een halve minuut verloor, maar zijn voorsprong op Tommy Robb was zo groot, dat zijn tweede plaats niet in gevaar kwam. Rob Bron had nog steeds uitzicht op de tweede plaats in het kampioenschap.
10. Nations GP, Monza
In Monza kreeg Alberto Pagani net als in de 350cc-klasse een MV Agusta ter beschikking. Agostini nam zoals verwacht de leiding vóór Pagani, maar ook in deze klasse viel hij uit met motorpech. Voor de MV Agusta 500 3C was dat de eerste keer, terwijl hij met de MV Agusta 350 3C nu drie keer was uitgevallen. Pagani nam de leiding over en won de race. Bruno Spaggiari en Phil Read reden de nieuwe Ducati 500 GP, maar Spaggiari viel uit en Read werd er vierde mee. De tweede plaats was voor Giampero Zubani (Kawasaki) en de derde voor Dave Simmonds. Doordat Keith Turner zesde werd en Rob Bron nog herstellende was van een hersenschudding, stonden ze nu in punten gelijk in de stand om de tweede plaats van het WK.
11. Spanje, Jarama
In Jarama, waar Agostini niet verscheen, nam Dave Simmonds even de leiding, maar hij werd door de Yamaha van Kurt-Ivan Carlsson voorbij gereden alsof hij stilstond. Carlsson reed de snelste raceronde, maar viel terug door een pitstop. Daardoor won Simmonds alsnog. De armoede in de 500cc-klasse werd geïllustreerd door de strijd om de derde plaats, tussen Kaarlo Koivuniemi met een Seeley, Eric Offenstadt met een Kawasaki en Benjamin Grau met een opgeboorde Bultaco. Koivuniemi werd tweede, Offenstadt derde en Grau vierde. Keith Turner kon het allemaal niet volgen, maar werd wél vijfde en verdrong daarmee Rob Bron van de tweede plaats in het wereldkampioenschap. Dat eindigde met Agostini als eerste, Turner als tweede en Bron als derde.

### Uitslagen 500 cc
|    | Datum         | Race              | Circuit           | 1e               | 2e                | 3e              | Snelste ronde      |
| -- | ------------- | ----------------- | ----------------- | ---------------- | ----------------- | --------------- | ------------------ |
| 1  | 9 mei         | GP van Oostenrijk | Salzburgring      | Giacomo Agostini | Keith Turner      | Eric Offenstadt | Giacomo Agostini   |
| 2  | 16 mei        | GP van Duitsland  | Hockenheim        | Giacomo Agostini | Rob Bron          | Ron Chandler    | Giacomo Agostini   |
| 3  | 6-13 juni     | Isle of Man TT    | Mountain Course   | Giacomo Agostini | Peter Williams    | Frank Perris    | Giacomo Agostini   |
| 4  | 26 juni       | TT van Assen      | Assen             | Giacomo Agostini | Rob Bron          | Dave Simmonds   | Giacomo Agostini   |
| 5  | 4 juli        | GP van België     | Spa-Francorchamps | Giacomo Agostini | Eric Offenstadt   | Jack Findlay    | Giacomo Agostini   |
| 6  | 10-11 juli    | GP van de DDR     | Sachsenring       | Giacomo Agostini | Keith Turner      | Ernst Hiller    | Giacomo Agostini   |
| 7  | 24-25 juli    | GP van Zweden     | Anderstorp        | Giacomo Agostini | Keith Turner      | Tommy Robb      | Giacomo Agostini   |
| 8  | 31 juli-1 aug | GP van Finland    | Imatra            | Giacomo Agostini | Dave Simmonds     | Rob Bron        | Giacomo Agostini   |
| 9  | 14 aug        | Ulster Grand Prix | Dundrod           | Jack Findlay     | Rob Bron          | Tommy Robb      | Jack Findlay       |
| 10 | 12 sept       | GP des Nations    | Monza             | Alberto Pagani   | Giampiero Zubani  | Dave Simmonds   | Giacomo Agostini   |
| 11 | 25-26 sept    | GP van Spanje     | Jarama            | Dave Simmonds    | Kaarlo Koivuniemi | Eric Offenstadt | Kurt-Ivan Carlsson |

### Eindstand 500 cc
| 1  | Giacomo Agostini   | MV Agusta         | 90 (120) |
| 2  | Keith Turner       | Suzuki            | 58 (67)  |
| 3  | Rob Bron           | Suzuki            | 57       |
| 4  | Dave Simmonds      | Kawasaki          | 52       |
| 5  | Jack Findlay       | Jada-Suzuki       | 50 (51)  |
| 6  | Eric Offenstadt    | SMAC-Kawasaki     | 32       |
| 7  | Tommy Robb         | Seeley            | 31       |
| 8  | Alberto Pagani     | Linto / MV Agusta | 29       |
| 9  | Kaarlo Koivuniemi  | Seeley            | 24       |
| 10 | Ron Chandler       | Kawasaki          | 19       |
| 11 | Frank Perris       | Suzuki / Seeley   | 14       |
| 12 | Lothar John        | Yamaha            | 13       |
| 13 | Peter Williams     | Matchless         | 12       |
|    | Giampiero Zubani   | Kawasaki          | 12       |
| 15 | Bosse Granath      | Husqvarna         | 12       |
| 16 | Billie Nelson      | Paton             | 11       |
| 17 | Ernst Hiller       | Kawasaki          | 10       |
| 18 | Maurice Hawthorne  | Kawasaki          | 8        |
|    | Selwyn Griffiths   | Matchless         | 8        |
|    | Hansruedi Brungger | Bultaco           | 8        |
|    | Ulf Nilsson        | Seeley            | 8        |
|    | Percy Tait         | Seeley            | 8        |
|    | Phil Read          | Ducati            | 8        |
|    | Benjamín Grau      | Bultaco           | 8        |
| 25 | Kurt-Ivan Carlsson | Yamaha            | 7        |

| 26 | Gordon Pantall     | Kawasaki  | 6 |
|    | Jim Curry          | Seeley    | 6 |
|    | Gerry Mateer       | Norton    | 6 |
| 29 | Roger Sutcliffe    | Matchless | 5 |
|    | Karl Auer          | Matchless | 5 |
|    | Matti Salonen      | Yamaha    | 5 |
| 32 | Hans-Otto Butenuth | BMW       | 5 |
| 33 | Piet van der Wal   | Kawasaki  | 5 |
| 34 | Jean Campiche      | Honda     | 4 |
|    | Morgan Rådberg     | Monark    | 4 |
|    | Wilfred Herron     | Seeley    | 4 |
|    | Peter Jones        | Suzuki    | 4 |
| 38 | Kurt-Willy Bertsch | BMW       | 3 |
|    | Charlie Sanby      | Seeley    | 3 |
|    | Jerry Lancaster    | Yamsel    | 2 |
|    | Juan Bordons       | Bultaco   | 3 |
| 42 | Paul Eickelberg    | Yamaha    | 3 |
| 43 | Horst Dzierzawa    | Yamaha    | 2 |
|    | Tom Dickie         | Matchless | 2 |
|    | Pentti Lehtelä     | Yamaha    | 2 |
|    | Johnny Bengtsson   | Kawasaki  | 2 |
|    | Dudley Robinson    | Yamaha    | 2 |
|    | Giuseppe Mongardi  | Ducati    | 2 |
| 49 | John Dodds         | König     | 1 |
|    | Rob Noorlander     | Norton    | 1 |
|    | Stan Woods         | Norton    | 1 |
|    | Emanuele Maugliani | Seeley    | 1 |

(Punten tussen haakjes zijn inclusief streepresultaten)

### Constructeurstitel 500 cc
| 1  | MV Agusta          | 90 (135) |
| 2  | Suzuki             | 73 (107) |
| 3  | Kawasaki           | 71 (105) |
| 4  | Seeley (en Yamsel) | 49 (58)  |
| 5  | Yamaha             | 27 (33)  |
| 6  | Matchless          | 16       |
| 7  | Bultaco            | 16       |
| 8  | Linto              | 14       |
| 9  | Paton              | 11       |
| 10 | Ducati             | 8        |
| 11 | Norton             | 7        |
| 12 | Husqvarna          | 6        |
| 13 | BMW                | 5        |
| 14 | Monark             | 4        |
| 15 | Honda              | 3        |
| 16 | König              | 1        |

(Punten tussen haakjes zijn inclusief streepresultaten)

## 350cc-klasse
Nog steeds was Giacomo Agostini met zijn MV Agusta 350 3C niet te verslaan, tenminste niet door zijn tegenstanders. In 1971 kreeg hij voor het eerst problemen met de normaal zo betrouwbare MV Agusta: hij viel drie keer uit door technische problemen. Zijn wereldtitel kwam daardoor niet in het gedrang.
1. Oostenrijk, Salzburgring
In de eerste Grand Prix liet Giacomo Agostini meteen zien dat hij met zijn MV Agusta nog steeds niet te kloppen was. Werner Pfirter (Yamaha TR 2 B) werd tweede en Steve Ellis (Yamaha TR 2 B) werd derde.
2. Duitsland, Hockenheim
De 350cc-race in Duitsland was lang spannend, omdat Phil Read (Yamaha TR 2 B) en László Szabó (Yamaha TR 2 B) Agostini lang konden volgen. Ze wisten hem zelfs te passeren, maar uiteindelijk viel Read uit met een defecte versnellingsbak, terwijl Szabó het tempo halverwege de race niet meer kon bijbenen. Theo Bult (Yamsel) was enige tijd derde, maar werd gepasseerd door Paul Smart (Yamaha TR 2 B).
3. Isle of Man Junior TT, Snaefell Mountain Course
In de Junior TT, die in regen en mist werd verreden, viel Agostini al na een halve ronde uit doordat er een klep brak tijdens een sprong bij Milntown Cottage. Phil Read kwam aan de leiding met een door Helmut Fath getunede Yamaha TR 2 B, gevolgd door Alan Barnett op een Yamsel en Rodney Gould met de fabrieks-Yamaha TR 2. Read nam een flinke voorsprong, maar toen hij schakelproblemen kreeg kwamen Barnett en Gould weer dichterbij. Gould viel in de derde ronde bij Quarterbridge en verloor twee minuten, maar Barnett passeerde Read. Barnett viel echter bij Glen Helen waardoor Read weer aan de leiding kwam. Read maakte een tankstop en dacht dat zijn versnellingsbak wel heel zou blijven, maar in de vierde ronde brak zijn frame bij Glen Helen, waar Barnett langs de weg de race zat te volgen. Na de vierde ronde stopte Rodney Gould bij de TT Grandstand. Hij vond het door de opgekomen mist te gevaarlijk. Nu waren er drie nieuwe leiders: Tony Jefferies (Yamsel), Dudley Robinson (Yamaha) en Gordon Pantall (Yamaha). Robinson was de snelste, maar moest zijn tankstop nog maken waardoor hij zijn overwinning verspeelde. Jefferies nam de leiding voor Pantall, die veel last kreeg van zijn hand die verbrand was bij een val in de tweede ronde bij Braddan Bridge. Robinson viel in de laatste ronde door een vastloper, waardoor de derde plaats naar Bill Smith met een Honda CB 350 ging. De viertakten deden het goed in de Junior TT, omdat de tweetakten nog steeds erg gevoelig waren voor vocht.
4. Nederland, Assen
In de 350cc-race in Assen had Agostini het niet zo makkelijk als normaal. Dat kwam omdat zijn driecilinder vanaf de start slecht liep en zelfs steeds meer ging overslaan. Hij werd dan ook aangevallen door Phil Read, die hem tot tweemaal toe inhaalde. Tegen het einde begon Agostini toch wat weg te lopen en Read liet hem ook gaan. Intussen was Theo Bult (Yamsel) met Paul Smart (Yamaha) in gevecht om de vierde plaats, achter Jarno Saarinen (Yamaha). In de zevende ronde nam Bult zelfs de derde plaats over van Saarinen, maar die moest hij teruggeven toen hij een stuk van zijn uitlaat en daarmee ook wat vermogen verloor. Smart en Saarinen vielen echter allebei uit, waardoor Theo Bult achter Agostini en Read toch nog derde werd. Een uitstekend resultaat na zijn tweede plaats in de 250cc-klasse. Bult stond nu achter Agostini zelfs tweede in het 350cc-wereldkampioenschap.
5. DDR, Sachsenring
Op de Sachsenring leek Theo Bult alle pech van de wereld te hebben. Zijn Yamsel liep al voor de start op één cilinder en men kreeg het probleem niet opgelost. Theo startte toch maar, om ten minste het startgeld te kunnen innen. Net toen hij de machine wilde parkeren begon hij ineens op twee cilinders te lopen en hij reed de machine uiteindelijk zelfs naar de vierde plaats, tot groot enthousiasme van de Oost-Duitse publiek. Agostini won met groot gemak, want er was geen enkele strijd om de eerste drie plaatsen. Paul Smart werd op ruime afstand tweede en László Szabó werd derde. Günter Bartusch overleed na een val in de trainingen.
6. Tsjecho-Slowakije, Masaryk-Ring
In Brno reed Agostini in de nattigheid op kop, toen hij uitviel door een defecte ontsteking. Daardoor kon Jarno Saarinen de race winnen. Paul Smart en Bohumil Staša (CZ 350 cc V4) vochten om de tweede plaats, maar Smart viel terug. Theo Bult verklaarde na de race dat hij vanwege de regen en de gladheid "maar wat getoerd" had, maar hij werd desondanks derde. Theo Bult stond nu weer tweede in de strijd om de wereldtitel.
7. Zweden, Anderstorp
In Zweden nam Agostini meteen de leiding in de race zonder het normale "spelletje" met zijn tegenstanders te spelen. Daarom ging de aandacht uit naar het gevecht om de tweede plaats tussen Paul Smart, Jarno Saarinen en Theo Bult. Ondanks de natte baan werd er hard gevochten, waar Theo Bult het slachtoffer werd toen hij van de baan gleed. Hij verspeelde hiermee niet alleen een goede klassering in de race, maar ook zijn tweede plaats in het kampioenschap. Als amateur kon hij niet zo makkelijk alle wedstrijden bezoeken, want hij had ook nog een baan aan de Technische hogeschool in Enschede. Smart werd tweede en Saarinen werd derde.
8. Finland, Imatra
In Finland won Agostini zoals gewoonlijk, maar toch was dit een bijzondere overwinning, want hiermee haalde hij zijn tiende wereldtitel binnen, waardoor hij Mike Hailwood en Carlo Ubbiali (beiden negen wereldtitels) voorbij streefde. Jarno Saarinen werd tweede en ging daardoor Theo Bult (die niet in Finland kon starten) in de tussenstand voorbij. Billie Nelson (Yamaha) werd derde, maar had al een ronde achterstand.
9. Ulster, Dundrod Circuit
Bij afwezigheid van Agostini, die toch al wereldkampioen was, nam Silvio Grassetti met zijn fabrieks-MZ RE 300 de leiding in de Ulster Grand Prix. In de stromende regen werd hij gevolgd door Jarno Saarinen. Grassetti viel uit met ontstekingsproblemen, waardoor Tommy Robb op de tweede plaats kwam. Saarinen viel in de achtste ronde, waarbij zijn koppelingshendel brak. Robb ging langzamer rijden omdat zijn uitlaat los schoot en daardoor won Peter Williams met de tweede fabrieks-MZ. Hij had zelfs 34 seconden voorsprong op Dieter Braun. De derde plaats was voor Tony Jefferies.
10. Nations GP, Monza
In Monza kwamen twee MV Agusta 350's aan de start, want ook Alberto Pagani had er een gekregen. Samen met Agostini ging hij enige tijd aan kop, tot Agostini uitviel door een defecte versnellingsbak en daarna Pagani door een losgelopen voortandwiel. Daardoor kon Jarno Saarinen de winst pakken. Silvio Grassetti bedreigde hem nog een tijdje, samen met Barry Randle (Yamaha), die uiteindelijk in die volgorde finishten.
11. Spanje, Jarama
In Jarama ging het nergens meer om en dat was goed te merken. Agostini was niet verschenen, maar ook veel andere rijders lieten verstek gaan. Phil Read leidde de race 17 ronden lang, maar viel uit. Teuvo Länsivuori nam de leiding over en won de race met een kleine voorsprong op Kurt-Ivan Carlsson (Yamaha) en Werner Pfirter (Yamaha). In het wereldkampioenschap was Agostini al lang wereldkampioen. Saarinen werd tweede en terwijl iedereen dacht dat Paul Smart de derde plaats van Theo Bult zou afsnoepen, gebeurde dat door Kurt-Ivan Carlsson, die het hele seizoen eigenlijk niet opgevallen was. Door zijn twaalf punten in Spanje schoot hij iedereen voorbij om derde te worden.

### Uitslagen 350 cc
|    | Datum         | Race                     | Circuit         | 1e               | 2e                 | 3e             | Snelste ronde    |
| -- | ------------- | ------------------------ | --------------- | ---------------- | ------------------ | -------------- | ---------------- |
| 1  | 9 mei         | GP van Oostenrijk        | Salzburgring    | Giacomo Agostini | Werner Pfirter     | Steve Ellis    | Giacomo Agostini |
| 2  | 16 mei        | GP van Duitsland         | Hockenheim      | Giacomo Agostini | László Szabó       | Paul Smart     | Giacomo Agostini |
| 3  | 6-13 juni     | Isle of Man TT           | Mountain Course | Tony Jefferies   | Gordon Pantall     | Bill Smith     | Phil Read        |
| 4  | 26 juni       | TT van Assen             | Assen           | Giacomo Agostini | Phil Read          | Theo Bult      | Giacomo Agostini |
| 5  | 10-11 juli    | GP van de DDR            | Sachsenring     | Giacomo Agostini | Paul Smart         | László Szabó   | Giacomo Agostini |
| 6  | 18 juli       | GP van Tsjecho-Slowakije | Masaryk-Ring    | Jarno Saarinen   | Bohumil Staša      | Theo Bult      | Giacomo Agostini |
| 7  | 24-25 juli    | GP van Zweden            | Anderstorp      | Giacomo Agostini | Paul Smart         | Jarno Saarinen | Giacomo Agostini |
| 8  | 31 juli-1 aug | GP van Finland           | Imatra          | Giacomo Agostini | Jarno Saarinen     | Billie Nelson  | Giacomo Agostini |
| 9  | 14 aug        | Ulster Grand Prix        | Dundrod         | Peter Williams   | Dieter Braun       | Tony Jefferies | Jarno Saarinen   |
| 10 | 12 sept       | GP des Nations           | Monza           | Jarno Saarinen   | Silvio Grassetti   | Barry Randle   | Giacomo Agostini |
| 11 | 25-26 sept    | GP van Spanje            | Jarama          | Teuvo Länsivuori | Kurt-Ivan Carlsson | Werner Pfirter | Jarno Saarinen   |

### Eindstand 350 cc
| 1  | Giacomo Agostini   | MV Agusta | 90 |
| 2  | Jarno Saarinen     | Yamaha    | 63 |
| 3  | Kurt-Ivan Carlsson | Yamaha    | 39 |
| 4  | Theo Bult          | Yamsel    | 36 |
| 5  | Paul Smart         | Yamaha    | 34 |
| 6  | Werner Pfirter     | Yamaha    | 33 |
| 7  | Bosse Granath      | Yamaha    | 30 |
| 8  | László Szabó       | Yamaha    | 29 |
| 9  | Tony Jefferies     | Yamsel    | 25 |
| 10 | Teuvo Länsivuori   | Yamaha    | 25 |
| 11 | Billie Nelson      | Yamaha    | 21 |
| 12 | Walter Sommer      | Yamaha    | 19 |
| 13 | John Williams      | Arter-AJS | 16 |
|    | Rodney Gould       | Yamaha    | 16 |
| 15 | Peter Williams     | MZ        | 15 |
| 16 | Gordon Pantall     | Yamaha    | 12 |
|    | Phil Read          | Yamaha    | 12 |
|    | Bohumil Staša      | CZ        | 12 |
|    | Dieter Braun       | Yamaha    | 12 |
|    | Silvio Grassetti   | MZ        | 12 |
| 21 | Mick Chatterton    | Yamaha    | 11 |
| 22 | Steve Ellis        | Yamaha    | 10 |
|    | Bill Smith         | Honda     | 10 |
|    | Barry Randle       | Yamaha    | 10 |
| 25 | Jerry Lancaster    | Yamsel    | 10 |
| 26 | Hannu Kuparinen    | Yamaha    | 9  |
| 27 | Maurice Hawthorne  | Yamaha    | 9  |
| 28 | Tommy Robb         | Yamaha    | 8  |
| 29 | Ron Chandler       | Yamaha    | 6  |
|    | János Reisz        | Aermacchi | 6  |

|    | Steve Machin        | Yamaha          | 6  |
| 32 | Gerry Mateer        | Aermacchi       | 5  |
|    | Martti Pesonen      | Yamaha          | 5  |
|    | Arpád Juhos         | Aermacchi       | 5  |
|    | Jack Findlay        | Yamaha          | 5  |
| 36 | Mick Grant          | Yamaha          | 4  |
|    | Adolf Ohligschläger | Yamaha          | 4  |
|    | Denis Gallagher     | Yamaha          | 4  |
|    | Giuseppe Mandolini  | Aermacchi       | 4  |
| 40 | Billie Guthrie      | Yamaha          | 3  |
|    | Tony Rutter         | Yamaha          | 3  |
|    | Franz Kroon         | Yamaha          | 3  |
|    | Rudolf Duba         | CZ              | 3  |
|    | Eric Offenstadt     | Kawasaki        | 3  |
|    | Billy McCosh        | Yamsel          | 3  |
|    | Keith Turner        | Yamaha          | 3  |
|    | Emanuele Maugliani  | Yamaha          | v3 |
| 48 | Günter Bartusch (†) | MZ              | 2  |
|    | Jirí Král           | CZ              | 2  |
|    | Hans-Dieter Görgen  | Yamaha          | 2  |
|    | Wilfred Herron      | Yamaha          | 2  |
|    | Larbi Habbiche      | Yamaha          | 2  |
| 53 | Lothar John         | Yamaha          | 2  |
|    | Peter Berwick       | Suzuki / Yamaha | 2  |
| 55 | Ernst Fagerer       | Yamaha          | 1  |
|    | Godfrey Nash        | Yamaha          | 1  |
|    | Piet van der Wal    | Yamaha          | 1  |
|    | Charlie Dobson      | Seeley          | 1  |
|    | Giuseppe Consalvi   | Yamaha          | 1  |

### Constructeurstitel 350 cc
| 1  | MV Agusta          | 90       |
| 2  | Yamaha             | 81 (141) |
| 3  | Seeley (en Yamsel) | 58 (66)  |
| 4  | MZ                 | 29       |
| 5  | Honda              | 18       |
| 6  | Aermacchi          | 15       |
| 7  | CZ                 | 12       |
| 8  | AJS                | 8        |
| 9  | Kawasaki           | 3        |
| 10 | Suzuki             | 1        |

(Punten tussen haakjes zijn inclusief streepresultaten)

## 250cc-klasse
MZ had nog een klein 250cc-fabrieksteam met Günter Bartusch als rijder, maar niets kon opboksen tegen de Yamaha TD 2 B productieracers. Aermacchi had inmiddels net als Yamaha een tweecilinder tweetakt ontwikkeld, waar dankzij de goede verstandhouding met Kel Carruthers ook Yamaha-techniek bij was gebruikt.
1. Oostenrijk, Salzburgring
In Oostenrijk gingen de MZ's best snel. Silvio Grassetti ging vanaf de tweede ronde aan de leiding en won de race, maar zijn merkgenoot Bartusch kon de tweede plaats pakken door tot vijf keer toe het ronderecord te verbeteren. Rodney Gould (Yamaha) viel in de vijfde ronde uit, maar de Zwitser Gyula Marsovszky reed zijn Yamaha naar de derde plaats.
2. Duitsland, Hockenheim
Hoewel de verschillen in de 250cc-klasse klein waren, vormde zich op de Hockenheimring al snel een kopgroep bestaande uit Phil Read, Rodney Gould en Ginger Molloy. Gould en Molloy vielen echter uit, waardoor de tweede plaats naar Klaus Huber ging, die als 32e gestart was. John Dodds werd derde, maar had minder dan 1 seconde voorsprong op Gyula Marsovszky, Kent Andersson en János Drapál. De top zeven reed op een Yamaha, pas op de achtste plaats kwam Theo Bult met een Yamsel, een Yamaha-blok in een Seeley-frame.
3. Isle of Man Lightweight 250 cc TT, Snaefell Mountain Course
Net als zijn 350cc-Yamaha TR 2 B was ook de 250cc-Yamaha TD 2 B van Phil Read getuned door Helmut Fath, die ook op het eiland Man aanwezig was. De machine had bovendien een Kröber thyristorontsteking en een Quaife-zesversnellingsbak, schijfrem voor en achter en een frame dat door Read zelf was ontworpen. Read's leidende positie werd hem alleen even afgenomen doordat Rodney Gould later ging tanken, maar hij won overtuigend. Peter Williams leverde een geweldige eerste (en enige) ronde af. Hij had voor de gelegenheid een fabrieks-MZ gekregen, maar had er niet eens mee getraind. In de eerste ronde moest hij aan de machine wennen en hij deed dat door Read te volgen. Bij Governor's Bridge brak zijn krukas, waardoor hij bijna een kilometer moest uitrollen naar de TT Grandstand. Desondanks reed hij deze eerste ronde met een gemiddelde snelheid van 158,7 km/h, terwijl Read het op volle snelheid met 161,06 km/h deed. Gould werd uiteindelijk slechts vierde, achter Barry Randle (Yamaha) en Alan Barnett (Yamsel).
4. Nederland, Assen
In Assen zat het Rodney Gould weer niet mee. Met een afgebroken beugel van zijn stroomlijnkuip moest hij het strijdtoneel vroegtijdig verlaten. Helmut Fath en Ferry Brouwer hadden de privé-Yamaha van Phil Read duidelijk bijzonder snel weten te maken. Hij begon in de regen meteen een voorsprong op te bouwen, en Jarno Saarinen (Yamaha) moest al snel besluiten hem te laten gaan om ten minste zijn tweede plaats vast te houden. Theo Bult lag met de Yamsel aanvankelijk op de vijfde plaats, maar vocht zich naar voren. In de vierde ronde, toen hij al derde lag, werd hij succesvol aangevallen door Gyula Marsovszky, maar Bult wist zich terug te vechten. Tijdens de race was het droog geworden, maar halverwege begon het weer te regenen. Een groot aantal gevallen rijders en natte ontstekingen dunden het veld uit, en in de elfde ronde kwam ook Saarinen niet meer door. Read ging langzamer rijden en zijn voorsprong halveerde van 18 tot 9 seconden op Bult en Dieter Braun, die Bult zelfs wist te passeren. Braun was voor Read een grotere bedreiging en hij gaf weer gas, maar de Yamaha van Braun kreeg schakelmoeilijkheden waardoor Theo Bult tweede werd. Een mooie prestatie na zijn derde plaats in de 350cc-race eerder die dag.
5. België, Spa-Francorchamps
Phil Read leidde in België na de eerste ronde, maar in de tweede ronde kneep hij tijdens een gevecht tegen Grassetti een remleiding stuk waardoor hij uitviel. Grassetti (MZ) won de race met een ruime voorsprong op John Dodds (Yamaha) en Dieter Braun (Yamaha).
6. DDR, Sachsenring
In de DDR juichte het publiek om de overwinning van West-Duitser Dieter Braun. Hij had een flink gevecht moeten leveren tegen Rodney Gould (tweede), Phil Read (derde) en Gyula Marsovszky (vierde). De eerste vier finishten binnen 1,6 seconden.
7. Tsjecho-Slowakije, Masaryk-Ring
Tijdens de training voor de Grand Prix van Tsjecho-Slowakije brak Phil Read een schouderblad en een sleutelbeen, waar werd gedacht dat hij de wereldtitel wel kon vergeten. De 250cc-race werd echter een Hongaarse aangelegenheid: János Drapál won en László Szabó werd tweede. Op de derde plaats eindigde Jarno Saarinen. De eerste zes finishers reden op Yamaha's.
8. Zweden, Anderstorp
In Zweden ging het eindelijk wat beter met Rodney Gould en Kent Andersson en hun Yamaha YZ 632 fabrieksracers. Ze vochten samen om de eerste plaats, tot Andersson uitviel. Toen moest Paul Smart om de tweede plaats vechten met Theo Bult, tot die laatste met een gebroken krukas uitviel. Daardoor werd Jarno Saarinen derde.
9. Finland, Imatra
Tegen alle verwachtingen in verscheen de geblesseerde Phil Read in Finland. Hij werd ondanks zijn lichamelijke ongemakken toch nog tiende, kreeg één punt en behield de leiding in het kampioenschap. Rodney Gould won in Finland vóór John Dodds en Dieter Braun.
10. Ulster, Dundrod Circuit
Read bleek in de Ulster Grand Prix weer redelijk fit te zijn. Hij was blij met de regen, want door het lagere tempo werd zijn arm minder zwaar belast. Hij had bij de start slechts één punt voorsprong op Rodney Gould en een goed resultaat was dus belangrijk. Gould was juist minder blij met de regen. Voor de start waarschuwde Read de jonge laborant Ray McCullough hem niet in de weg te rijden, maar dat was waarschijnlijk olie op het vuur, want McCullough startte even snel als Read. McCullough nam zelfs de leiding, terwijl Gould zich in het achterveld terug liet zakken. Een ronde voor het einde begaf de versnellingsbak van Read's Yamaha het, waardoor McCullough onbedreigd naar de overwinning kon rijden. Saarinen werd tweede en Braun werd derde, maar Gould, die zeer rustig had gereden en slechts zesde werd, nam de leiding in het wereldkampioenschap over.
11. Nations GP, Monza
In Monza verscheen de nieuwe Derbi 250cc-racer, in handen van Barry Sheene. Die kon er een tijdje mee in de kopgroep rijden, maar viel later uit. Gyula Marsovszky won de race vóór John Dodds en Silvio Grassetti. Rodney Gould werd vierde en Phil Read zesde, waardoor de strijd om de wereldtitel nog steeds niet beslist was.
12. Spanje, Jarama
Rodney Gould had al zeven tellende resultaten en hoefde in Jarama slechts vierde te worden om wereldkampioen te worden. Phil Read en Dieter Braun konden zich alleen maar verbeteren, want zij hadden pas zes tellende resultaten. Gould viel echter al snel na de start uit, waardoor Read ook niet meer voluit hoefde te gaan: nu was voor hém de vierde plaats voldoende. Hij nam wel de leiding, maar liet zich passeren door Jarno Saarinen. Read werd tweede en Chas Mortimer werd derde. In het wereldkampioenschap won Phil Read, Rodney Gould werd tweede en Jarno Saarinen derde.

### Uitslagen 250 cc
|    | Datum         | Race                     | Circuit           | 1e               | 2e              | 3e               | Snelste ronde                  |
| -- | ------------- | ------------------------ | ----------------- | ---------------- | --------------- | ---------------- | ------------------------------ |
| 1  | 9 mei         | GP van Oostenrijk        | Salzburgring      | Silvio Grassetti | Günter Bartusch | Gyula Marsovszky | János Drapál                   |
| 2  | 16 mei        | GP van Duitsland         | Hockenheim        | Phil Read        | Klaus Huber     | John Dodds       | Phil Read                      |
| 3  | 6-13 juni     | Isle of Man TT           | Mountain Course   | Phil Read        | Barry Randle    | Alan Barnett     | Phil Read                      |
| 4  | 26 juni       | TT van Assen             | Assen             | Phil Read        | Theo Bult       | Dieter Braun     | Phil Read                      |
| 5  | 4 juli        | GP van België            | Spa-Francorchamps | Silvio Grassetti | John Dodds      | Dieter Braun     | Silvio Grassetti               |
| 6  | 10-11 juli    | GP van de DDR            | Sachsenring       | Dieter Braun     | Rodney Gould    | Phil Read        | Rodney Gould                   |
| 7  | 18 juli       | GP van Tsjecho-Slowakije | Masaryk-Ring      | János Drapál     | László Szabó    | Jarno Saarinen   | János Drapál                   |
| 8  | 24-25 juli    | GP van Zweden            | Anderstorp        | Rodney Gould     | Paul Smart      | Jarno Saarinen   | Rodney Gould                   |
| 9  | 31 juli-1 aug | GP van Finland           | Imatra            | Rodney Gould     | John Dodds      | Dieter Braun     | Jarno Saarinen                 |
| 10 | 14 aug        | Ulster Grand Prix        | Dundrod           | Ray McCullough   | Jarno Saarinen  | Dieter Braun     | Ray McCullough                 |
| 11 | 12 sept       | GP des Nations           | Monza             | Gyula Marsovszky | John Dodds      | Silvio Grassetti | John Dodds en Gyula Marsovszky |
| 12 | 25-26 sept    | GP van Spanje            | Jarama            | Jarno Saarinen   | Phil Read       | Chas Mortimer    | Jarno Saarinen                 |

### Eindstand 250 cc
| 1  | Phil Read           | Yamaha   | 73      |
| 2  | Rodney Gould        | Yamaha   | 68      |
| 3  | Jarno Saarinen      | Yamaha   | 64 (67) |
| 4  | John Dodds          | Yamaha   | 59      |
| 5  | Dieter Braun        | Yamaha   | 58      |
| 6  | Gyula Marsovszky    | Yamaha   | 57 (65) |
| 7  | Silvio Grassetti    | MZ       | 43      |
| 8  | Chas Mortimer       | Yamaha   | 42      |
| 9  | János Drapál        | Yamaha   | 26      |
| 10 | Theo Bult           | Yamsel   | 22      |
| 11 | Paul Smart          | Yamaha   | 20      |
| 12 | László Szabó        | Yamaha   | 20      |
| 13 | Ray McCullough      | Yamaha   | 15      |
| 14 | Kent Andersson      | Yamaha   | 14      |
| 15 | Günter Bartusch (†) | MZ       | 13      |
| 16 | Bosse Granath       | Yamaha   | 13      |
| 17 | Klaus Huber         | Yamaha   | 12      |
|    | Barry Randle        | Yamaha   | 12      |
| 19 | Alan Barnett        | Yamsel   | 10      |
| 20 | Werner Pfirter      | Yamaha   | 9       |
| 21 | Börje Jansson       | Yamasaki | 9       |
| 22 | Tony Rutter         | Yamaha   | 8       |
|    | Teuvo Länsivuori    | Yamaha   | 8       |
| 24 | Peter Williams      | MZ       | 8       |
| 25 | Billie Henderson    | Yamaha   | 8       |

| 26 | Billie Nelson          | Yamaha         | 7 |
| 27 | Leo Commu              | Yamaha         | 7 |
| 28 | Frank Perris           | Yamaha         | 6 |
|    | Steve Machin           | Yamaha         | 6 |
|    | Renzo Pasolini         | Aermacchi      | 6 |
| 31 | Ian Richards           | Yamaha         | 6 |
| 32 | Jerry Lancaster        | Yamsel         | 6 |
| 33 | Barry Sheene           | Yamaha / Derbi | 5 |
|    | Heinz Schmied          | Yamaha         | 5 |
| 35 | Guido Mandracci        | Yamaha         | 5 |
| 36 | Peter Berwick          | Yamaha         | 4 |
|    | Adolf Ohligschläger    | Yamaha         | 4 |
|    | Walter Sommer          | Yamaha         | 4 |
| 39 | Nico van der Zanden    | Yamaha         | 3 |
|    | Karl Auer              | Yamaha         | 3 |
|    | Juan Bordons           | Bultaco        | 3 |
| 42 | Dave Simmonds          | Kawasaki       | 2 |
|    | F. González De Nicolás | Bultaco        | 2 |
| 44 | Steve Ellis            | Yamaha         | 1 |
|    | Gordon Pantall         | Yamaha         | 1 |
|    | František Srna         | Jawa           | 1 |
|    | Lennart Lindell        | Yamaha         | 1 |
|    | Stan Woods             | Yamaha         | 1 |
|    | Ramón Galí             | Bultaco        | 1 |

(Punten tussen haakjes zijn inclusief streepresultaten)

### Constructeurstitel 250 cc
| 1 | Yamaha             | 105 (171) |
| 2 | MZ                 | 51        |
| 3 | Seeley (en Yamsel) | 49        |
| 4 | Aermacchi          | 6         |
| 5 | Bultaco            | 3         |
| 6 | Kawasaki           | 2         |
| 7 | Jawa               | 1         |

(Punten tussen haakjes zijn inclusief streepresultaten)

## 125cc-klasse
In de 125cc-klasse reed Dieter Braun nog steeds met de intussen tamelijk oude Suzuki RT 67 fabrieksracer. De onderdelenpositie begon echter nijpend te worden en Braun verkocht zijn Suzuki na de Duitse Grand Prix aan Harold Bartol om zelf over te stappen op een eencilinder Maico, minder snel, maar wel voorzien van reservedelen. Chas Mortimer kreeg voor de Isle of Man TT een 125cc-fabrieks-Yamaha, waarmee hij won. De rest van het seizoen mocht hij in de 125- en de 250cc-klasse met fabrieks-Yamaha's uitkomen.
1. Oostenrijk, Salzburgring
In Oostenrijk leidde Dieter Braun (Suzuki) de 125cc-race en hij reed zelfs de snelste ronde, maar hij werd in de laatste ronde gehinderd door een achterblijver waardoor hij gepasseerd werd door Ángel Nieto (Derbi), Gilberto Parlotti (Morbidelli) en Barry Sheene (Suzuki), die in deze volgorde finishten.
2. Duitsland, Hockenheim
In Duitsland begon Barry Sheene toch wel indruk te maken, toen hij in het begin van de race zelfs aan de leiding ging. Hij vocht alleen met Nieto om de leiding, terwijl het gevecht om de derde plaats ging tussen Parlotti en Dave Simmonds (Kawasaki). Simmonds kon zich iets losmaken van Parlotti, en toen de beide kopmannen uitvielen lag de overwinning voor het grijpen. Kent Andersson (Yamaha) werd derde.
3. Isle of Man Lightweight 125 cc TT, Snaefell Mountain Course
In de Lightweight 125 cc TT bestond een "herenakkoord" tussen de drie leidende coureurs in het WK. Gilberto Parlotti en Ángel Nieto vonden het te gevaarlijk om naar Man te gaan en Dave Simmonds voelde er ook niet veel voor. Hij wilde geen misbruik maken van de situatie en zo bleven de echte toppers weg. Dieter Braun kon met het startgeld zijn reiskosten niet dekken en besloot ook thuis te blijven. Chas Mortimer had niet ingeschreven, maar nam de inschrijving van Braun over en startte dus wel. Hij kreeg zelfs een fabrieks-Yamaha. Börje Jansson (Maico) trainde als snelste, maar Mortimer kon beter uit de voeten met de regen en de dikke mistbanken op de Mountain Box en won de race met een gemiddelde van 131,1 km/h, de langzaamste tijd sinds 12 jaar. Jansson werd tweede en John Kiddie (Honda) werd derde.
4. Nederland, Assen
In Assen trainde Cees van Dongen als snelste Nederlander, maar na de start liep zijn versnellingsbak meteen vast omdat de boutjes van een borgplaat losgelopen waren. De kopgroep werd meteen gevormd door Nieto, Parlotti en Sheene. Parlotti kon even de leiding nemen, maar viel toen uit. Sheene, net als Alberto Pagani met een van de oude Suzuki RT 67's die nog steeds eigendom waren van Henk Viscaal, werd daardoor tweede en Börje Jansson kwam op de derde plaats binnen.
5. België, Spa-Francorchamps
In België viel Nieto al vroeg in de race uit, maar tot dat moment had hij zijn handen vol aan Barry Sheene (Suzuki), die veel sneller was. Er waren enorm veel uitvallers. Behalve Nieto ook Dave Simmonds, Gilberto Parlotti, Jan Huberts en Börje Jansson. Sheene won, en de Maico's van Gert Bender en Dieter Braun waren erg snel: ze werden tweede en derde.
6. DDR, Sachsenring
In de DDR won Nieto de 125cc-race met overmacht, voor Barry Sheene en Börje Jansson.
7. Tsjecho-Slowakije, Masaryk-Ring
Na zijn overwinning in de natte 50cc-race werd Barry Sheene derde in de 125cc-race in Tsjecho-Slowakije, achter winnaar Ángel Nieto en Börje Jansson.
8. Zweden, Anderstorp
In Anderstorp vochten Nieto en Sheene lang om de leiding, maar Nieto viel uit met ontstekingsproblemen. Börje Jansson werd tweede en Kent Andersson kon Dieter Braun maar net kloppen in de strijd om de derde plaats, die hij met 0,3 seconden verschil won.
9. Finland, Imatra
Barry Sheene haalde in Finland zijn derde overwinning in de 125cc-klasse en stond nu met een flinke voorsprong aan de leiding van het wereldkampioenschap. Nieto viel in Finland uit, Dieter Braun (Maico) werd tweede en Gert Bender (Maico) werd derde.
10, Nations GP, Monza
In tegenstelling tot de 50cc-klasse, was Gilberto Parlotti in de 125cc-klasse geen teamgenoot van Ángel Nieto. Die laatste nam in Monza de leiding na de start, maar kon zich niet losrijden van Parlotti met zijn Morbidelli en Barry Sheene met zijn Suzuki. Uiteindelijk moest Sheene toch een beetje lossen toen de strijd tussen Parlotti en Nieto oplaaide. Parlotti won met 0,7 seconden voorsprong op Nieto, terwijl Sheene 2,1 seconden later finishte. Sheene en Nieto konden beiden nog wereldkampioen worden.
11. Spanje, Jarama
Na zijn uitschakeling in de 50cc-klasse in Jarama, waar hij zijn wereldtitel verspeelde én een beenwond opliep, moest Ángel Nieto zich zien te concentreren op de 125cc-klasse. Sheene had uit zijn zes beste resultaten al 79 punten, en Nieto had nog maar vijf resultaten, die 72 punten waard waren. Nieto had eerst zijn been moeten laten hechten en had moeite met het aanduwen van zijn machine. In de eerste ronden zaten Nieto, Sheene, Dieter Braun, en Börje Jansson dicht bij elkaar, maar daarna liepen Sheene en Nieto weg van de rest. Doordat Braun viel en Jansson motorproblemen kreeg kwam Chas Mortimer op de derde plaats terecht, maar in de voorlaatste ronde viel Sheene terug doordat zijn Suzuki begon in te houden. Nieto won de race én de wereldtitel, in de race werd Mortimer tweede en Sheene derde. In het wereldkampioenschap werd Barry Sheene tweede en Börje Jansson werd derde.

### Uitslagen 125 cc
|    | Datum         | Race                     | Circuit           | 1e                | 2e                | 3e             | Snelste ronde     |
| -- | ------------- | ------------------------ | ----------------- | ----------------- | ----------------- | -------------- | ----------------- |
| 1  | 9 mei         | GP van Oostenrijk        | Salzburgring      | Ángel Nieto       | Gilberto Parlotti | Barry Sheene   | Dieter Braun      |
| 2  | 16 mei        | GP van Duitsland         | Hockenheim        | Dave Simmonds     | Gilberto Parlotti | Kent Andersson | Ángel Nieto       |
| 3  | 6-13 juni     | Isle of Man TT           | Mountain Course   | Chas Mortimer     | Börje Jansson     | John Kiddie    | Chas Mortimer     |
| 4  | 26 juni       | TT van Assen             | Assen             | Ángel Nieto       | Barry Sheene      | Börje Jansson  | Ángel Nieto       |
| 5  | 4 juli        | GP van België            | Spa-Francorchamps | Barry Sheene      | Gert Bender       | Dieter Braun   | Barry Sheene      |
| 6  | 10-11 juli    | GP van de DDR            | Sachsenring       | Ángel Nieto       | Barry Sheene      | Börje Jansson  | Ángel Nieto       |
| 7  | 18 juli       | GP van Tsjecho-Slowakije | Masaryk-Ring      | Ángel Nieto       | Börje Jansson     | Barry Sheene   | Ángel Nieto       |
| 8  | 24-25 juli    | GP van Zweden            | Anderstorp        | Barry Sheene      | Börje Jansson     | Kent Andersson | Ángel Nieto       |
| 9  | 31 juli-1 aug | GP van Finland           | Imatra            | Barry Sheene      | Dieter Braun      | Gert Bender    | Barry Sheene      |
| 10 | 12 sept       | GP des Nations           | Monza             | Gilberto Parlotti | Ángel Nieto       | Barry Sheene   | Gilberto Parlotti |
| 11 | 25-26 sept    | GP van Spanje            | Jarama            | Ángel Nieto       | Chas Mortimer     | Barry Sheene   | Ángel Nieto       |

### Eindstand 125 cc
| 1  | Ángel Nieto        | Derbi         | 87       |
| 2  | Barry Sheene       | Suzuki        | 79 (109) |
| 3  | Börje Jansson      | Maico         | 64       |
| 4  | Dieter Braun       | Suzuki/ Maico | 54       |
| 5  | Chas Mortimer      | Yamaha        | 48 (52)  |
| 6  | Dave Simmonds      | Kawasaki      | 48       |
| 7  | Gert Bender        | Maico         | 41       |
| 8  | Gilberto Parlotti  | Morbidelli    | 39       |
| 9  | Kent Andersson     | Yamaha        | 30       |
| 10 | Jürgen Lenk        | MZ            | 27       |
| 11 | Toni Gruber        | Maico         | 21       |
| 12 | Thomas Heuschkel   | MZ            | 20       |
| 13 | Cees van Dongen    | Yamaha        | 19       |
| 14 | John Kiddie        | Honda         | 10       |
| 15 | Peter Courtney     | Yamaha        | 8        |
| 16 | Ralph Watts        | Honda         | 6        |
|    | Harald Bartol      | Suzuki        | 6        |
| 18 | Matti Salonen      | Yamaha        | 6        |
| 19 | Ryszard Mankiewicz | MZ            | 6        |
| 20 | Carl Ward          | Maico         | 5        |
| 21 | Hartmut Bischoff   | MZ            | 5        |
|    | Otello Buscherini  | Derbi         | 5        |
| 23 | Bernd Köhler       | MZ            | 5        |

| 24 | Fred Smart        | Honda          | 4 |
|    | Steve Machin      | Yamaha         | 4 |
|    | Rodney Gould      | Yamaha         | 4 |
|    | János Drapál      | MZ             | 4 |
|    | Alberto Pagani    | Suzuki / Derbi | 4 |
| 29 | Luigi Rinaudo     | Aermacchi      | 3 |
|    | Lindsay Porter    | Honda          | 3 |
|    | Benjamín Grau     | Bultaco        | 3 |
| 32 | Friedhelm Kohlar  | MZ             | 3 |
|    | Eugenio Lazzarini | Maico          | 3 |
| 34 | Jan Huberts       | MZ             | 2 |
|    | Bill Rae          | Maico          | 2 |
|    | Aramis Brito      | MZ             | 2 |
|    | Leif Rosell       | Maico          | 2 |
|    | Seppo Kangasniemi | Maico          | 2 |
|    | Aldo Pero         | Aermacchi      | 2 |
| 40 | James Pearson     | Honda          | 1 |
|    | Günter Fischer    | Maico          | 1 |
|    | Tommy Robb        | Yamaha         | 1 |
|    | Lasse Johansson   | Maico          | 1 |
|    | Roland Olsson     | Yamaha         | 1 |
|    | Ramón Galí        | Bultaco        | 1 |

(Punten tussen haakjes zijn inclusief streepresultaten)

### Constructeurstitel 125 cc
| 1  | Derbi      | 87 (91)  |
| 2  | Suzuki     | 79 (109) |
| 3  | Maico      | 70 (108) |
| 4  | Yamaha     | 61 (85)  |
| 5  | Kawasaki   | 48       |
| 6  | Morbidelli | 39       |
| 7  | MZ         | 38       |
| 8  | Honda      | 10       |
| 9  | Aermacchi  | 5        |
| 10 | Bultaco    | 3        |

(Punten tussen haakjes zijn inclusief streepresultaten)

## 50cc-klasse

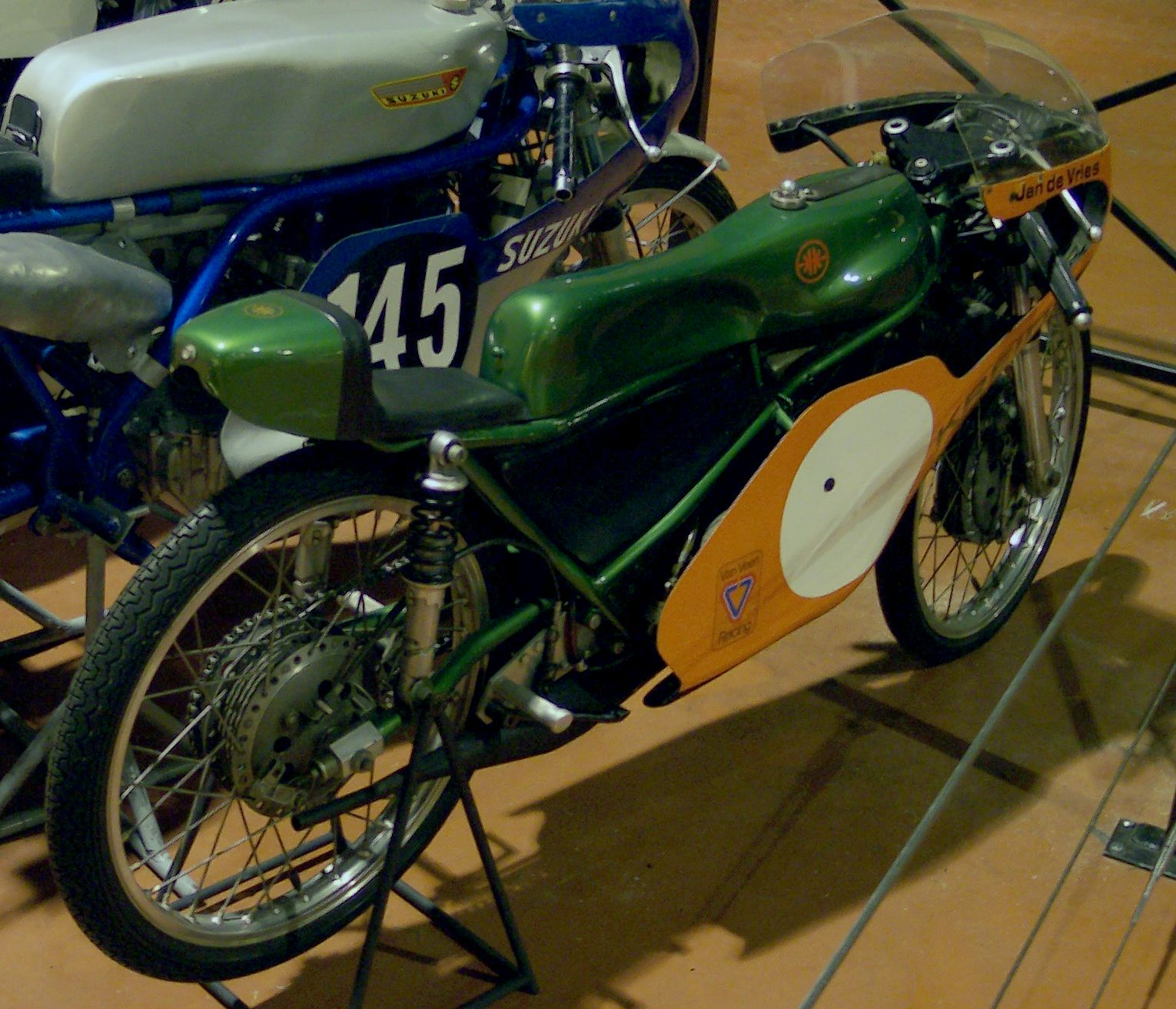
Van Veen-Kreidler van Jan de Vries

Van Veen-Kreidler had hard gewerkt om de machines van 1971 te verbeteren. Men claimde 20% minder luchtweerstand. Tijdens de Eifelrennen was al gebleken dat de Kreidlers snel waren: Jos Schurgers en Jan de Vries haalden daar de eerste twee plaatsen. De Kreidler-fabriek zelf had zich helemaal teruggetrokken uit de racerij. Privérijder Rudolf Kunz mocht zelfs geen gebruik maken van de testbank in de fabriek. De nieuwe Jamathi's waren bij aanvang van het seizoen nog niet klaar. De machines van 1970 hadden wel elektronische ontsteking gekregen, maar die gaf nog veel problemen. In Duitsland moest men met de ouderwetse contactpuntjes rijden, die wel betrouwbaar waren, maar ook ca. 1½ pk kostten. Derbi had al in 1968 een aantal protesten ingediend tegen winnende tegenstanders. Toen moest o.a. de 50cc-Jamathi van Paul Lodewijkx opengemaakt worden om te zien of er geen 75cc-motor in zat. In 1971 gebeurde weer iets dergelijks in Francorchamps: Zowel de Van Veen-Kreidlers als Barry Sheene werden beschuldigd van het gebruik van methanol in de benzine. Alle protesten waren ten onrechte ingediend. Voor de 50cc-klasse begon het seizoen met 10 races, maar halverwege begon duidelijk te worden dat de Ulster Grand Prix geen 50cc-klasse zou kennen. Dat betekende dat het Jamathi-team haast moest maken met het verbeteren van hun racers, want nu zouden de beste vijf resultaten tellen in plaats van de beste zes.
1. Oostenrijk, Salzburgring
Ook in de eerste Grand Prix was de Van Veen-Kreidler snel. Jos Schurgers viel uit met motorpech, maar Jan de Vries won met ruim een minuut voorsprong op Ángel Nieto (Derbi) en Rudolf Kunz (Kreidler).
2. Duitsland, Hockenheim
In Duitsland won de Vries opnieuw, nadat hij bij de start al meteen de leiding had genomen. Toch had hij wat meer moeite om Kunz en Nieto af te schudden, tot Nieto een fout maakte en door het gras moest. Hij werd toch nog derde, achter de Vries en Kunz.
3. Nederland, Assen
Zes weken rust voor de TT van Assen waren voor Jamathi voldoende om de 1971-machines klaar te hebben, maar ook voor Derbi om toch wat meer vermogen in de 50cc-racer van Nieto te stoppen. Aalt Toersen startte toch op de oude Jamathi, omdat hij niet aan de zithouding van de nieuwe, lagere machine kon wennen. Nieto en Jan de Vries bleven met elkaar in gevecht, tot de Vries in de Veenslang, op dezelfde plaats waar hij in de training was gevallen, opnieuw viel en zijn motor aan de kant moest zetten. Dat bracht debutant Nico Polane (Kreidler) op de tweede plaats. Het was inmiddels gaan regenen en daar werden vooral veel Nederlanders het slachtoffer van: Leo Commu, Aalt Toersen en in de zesde ronde ook Polane. Daardoor kwam Jos Schurgers op de tweede plaats terecht en Herman Meijer met zijn zelfbouw Hemeyla op de derde. Intussen reed Teunis Ramaker (Kreidler) op de vierde plaats en Jan Bruins (Kreidler) op de vijfde. Meijer's Kreidler hield er in de voorlaatste ronde mee op, waardoor hij steppend tot bij de finishlijn kwam. Daar wachtte hij tot Nieto passeerde en hij liet zich als twaalfde afvlaggen. Schurgers werd tweede en Ramaker werd derde.
4. België, Spa-Francorchamps
Nico Polane kreeg na zijn goede rijden in Assen een nieuwe (1971) Van Veen-Kreidler in Francorchamps. Daardoor kon hij Jos Schurgers en Jan de Vries helpen Nieto achter hen te houden. Men was bang dat Nieto, die ruim 6 seconden langzamer was geweest in de trainingen, zou gaan slipstreamen. Dat gebeurde ook. Nieto kroop achter Schurgers, maar de Vries passeerde ze beiden en op dat moment richtte Schurgers zich op, waardoor zijn Van Veen-Kreidler meteen wat snelheid verloor en ook Nieto de aansluiting met de Vries kwijt was. In de derde ronde kon ook Jos Schurgers weglopen van Nieto. Nieto eindigde als derde, maar bij Jamathi had men het lek nog niet boven. Aalt Toersen werd weliswaar vierde, maar kon geen moment de eerste drie bedreigen.
5. DDR, Sachsenring
In de DDR ging het voor het eerst goed met de Jamathi's, maar nu had men de pech dat eerste rijder Aalt Toersen tijdens de 125cc-training gevallen was en een middenvoetsbeentje had gebroken. Daarom werden de Jamathi's bestuurd door Herman Meijer en Cees van Dongen. In de race moest Jan de Vries de strijd met Nieto aangaan zonder achterrem, nadat hij de klinknagel van die rem kapot getrapt had. Desondanks wist hij met slechts 0,6 seconde achterstand te finishen, terwijl Jos Schurgers derde werd. Herman Meijer had bij zijn debuut op de Jamathi het leidende trio lang kunnen volgen, maar moest tegen het eind een gaatje laten vallen.
6. Tsjecho-Slowakije, Masaryk-Ring
Tijdens de Grand Prix van Tsjecho-Slowakije was het nat en het asfalt was bijzonder glad. Barry Sheene had een Van Veen-Kreidler gekregen om Jan de Vries te ondersteunen, maar na de eerste ronde waren de meeste favorieten al nergens meer te zien. Aalt Toersen was gestopt met een onwillige motor en de Vries, Schurgers en Nieto hadden natte ontstekingen. Sheene reed op kop gevolgd door Herman Meijer, die nota bene slecht gestart was omdat hij door een beenblessure zijn Jamathi nauwelijks kon aanduwen. De Vries wist met zijn Kreidler na een pitstop toch nog een ronde te rijden en stopte voor de eindstreep in de hoop op een puntje door nadat de leider gefinisht was zijn machine over de streep te duwen. Jammer voor hem was dat precies 10 rijders de race uitreden, en de elfde plaats met slechts twee van de zes ronden gereden leverden hem niets op. Sheene won de race, Meijer werd tweede en de Oostenrijker Hans Kroismayr (Kreidler) werd derde.
7. Zweden, Anderstorp
In Zweden werd Gilberto Parlotti ingehuurd om met een nieuwe Derbi steun te verlenen aan Ángel Nieto. Dat deed hij ook. Vlak voor de finish liet hij Nieto met 0,1 seconde verschil winnen. Jan de Vries had het allemaal niet bij kunnen houden en werd derde met 20 seconden achterstand. Jos Schurgers was toen al uitgevallen met een gebroken schakelpedaal.
Ulster, Dundrod Circuit (afgelast)
Hoewel de 50cc-race in Ulster geschrapt was vanwege een gebrek aan inschrijvingen, had ze toch grote invloed op het wereldkampioenschap. Nu zouden slechts 5 resultaten tellen, en dat kostte Ángel Nieto 10 punten. Daardoor stond hij nu gelijk met Jan de Vries op 67 punten.
8. Nations GP, Monza
De spanning was in Monza enorm, nu Nieto en de Vries gelijk stonden. Nieto had een nieuwe 50cc-Derbi, die veel leek op de nieuwe Van Veen-Kreidlers, inclusief de uitsparingen in de tank en de liggende cilinder. Nieto werd gesteund door Parlotti, terwijl de Vries hulp kreeg van Jos Schurgers en Jarno Saarinen, die voor de gelegenheid een Kreidler had gekregen. De strijd ging echter tussen Jan de Vries en Ángel Nieto, waarbij de Vries meestal aan de leiding reed en Nieto slipstreamde en herhaaldelijk geslaagde pogingen deed om juist op het finishgedeelte voorop te komen. In de laatste ronde lukte dat echter niet, en de Vries won met een voorsprong van slechts 0,5 seconde. Parlotti was derde en het Jamathi-team, dat juist een reorganisatie had aangekondigd, kon weer geen potten breken: Herman Meijer en Leo Commu werden slechts zevende en achtste. Nieto kon nu alleen nog wereldkampioen worden door zijn thuisrace te winnen.
9. Spanje, Jarama
Heel erg sportief ging het er in Spanje niet aan toe. Er werd gegoocheld met trainingstijden en Nieto liet zijn tegenstanders op het startveld wachten (en hun motoren afkoelen) tot het laatste moment. Herman Meijer had met zijn Jamathi de beste start, en de Vries en Nieto joegen achter hem aan. Het Circuito Permanente del Jarama was echter een bochtige baan, waarop Nieto moeilijk kon slipstreamen en moeite had met de betere acceleratie van de Kreidler van de Vries. Hij moest veel risico's nemen en al na twee minuten racen lag hij in de strobalen. Hij liep een diepe beenwond op en de wereldtitel was beslist in het voordeel van Jan de Vries. Die had al snel een flinke voorsprong op zijn teamgenoot Jarno Saarinen, waardoor er in de wedstrijd weinig spanning was. Herman Meijer kon zijn derde plaats tot het einde vast houden. De Vries was dus wereldkampioen, Nieto tweede en Jos Schurgers, die in Jarama uit was gevallen, werd uiteindelijk derde.

### Uitslagen 50 cc
|   | Datum      | Race                     | Circuit           | 1e           | 2e                | 3e                | Snelste ronde     |
| - | ---------- | ------------------------ | ----------------- | ------------ | ----------------- | ----------------- | ----------------- |
| 1 | 9 mei      | GP van Oostenrijk        | Salzburgring      | Jan de Vries | Ángel Nieto       | Rudolf Kunz       | Jan de Vries      |
| 2 | 16 mei     | GP van Duitsland         | Hockenheim        | Jan de Vries | Rudolf Kunz       | Ángel Nieto       | Jan de Vries      |
| 3 | 26 juni    | TT van Assen             | Assen             | Ángel Nieto  | Jos Schurgers     | Teunis Ramaker    | Ángel Nieto       |
| 4 | 4 juli     | GP van België            | Spa-Francorchamps | Jan de Vries | Jos Schurgers     | Ángel Nieto       | Jan de Vries      |
| 5 | 10-11 juli | GP van de DDR            | Sachsenring       | Ángel Nieto  | Jan de Vries      | Jos Schurgers     | Ángel Nieto       |
| 6 | 18 juli    | GP van Tsjecho-Slowakije | Masaryk-Ring      | Barry Sheene | Herman Meijer     | Hans Kroismayr    | Gilberto Parlotti |
| 7 | 24-25 juli | GP van Zweden            | Anderstorp        | Ángel Nieto  | Gilberto Parlotti | Jan de Vries      | Ángel Nieto       |
| 8 | 12 sept    | GP des Nations           | Monza             | Jan de Vries | Ángel Nieto       | Gilberto Parlotti | Jan de Vries      |
| 9 | 25-26 sept | GP van Spanje            | Jarama            | Jan de Vries | Jarno Saarinen    | Herman Meijer     | Jan de Vries      |

### Eindstand 50 cc
| 1  | Jan de Vries            | Van Veen-Kreidler | 75 (97) |
| 2  | Ángel Nieto             | Derbi             | 69 (89) |
| 3  | Jos Schurgers           | Van Veen-Kreidler | 42      |
| 4  | Herman Meijer           | Hemeyla / Jamathi | 41 (45) |
| 5  | Rudolf Kunz             | Kreidler          | 36      |
| 6  | Aalt Toersen            | Jamathi           | 24      |
| 7  | Barry Sheene            | Van Veen-Kreidler | 23      |
| 8  | Gilberto Parlotti       | Derbi             | 22      |
| 9  | Federico van der Hoeven | Derbi             | 22      |
| 10 | Jan Bruins              | Kreidler          | 19      |
| 11 | Juan Parés March        | Derbi             | 19      |
| 12 | Jarno Saarinen          | Kreidler          | 17      |
| 13 | Luigi Rinaudo           | Tomos             | 12      |
| 14 | Leo Commu               | Jamathi           | 12      |
| 15 | Hans-Jürgen Hummel      | Kreidler          | 11      |
| 16 | Harald Bartol           | Kreidler          | 11      |
| 17 | Teunis Ramaker          | Kreidler          | 10      |
|    | Hans Kroismayr          | Kreidler          | 10      |

| 19 | Manfred Kugler     | Kreidler   | 9 |
| 20 | Zbyněk Havrda      | Ahra       | 8 |
| 21 | Ryszard Mankiewicz | Kreidler   | 8 |
| 22 | Nico Polane        | Kreidler   | 6 |
|    | Cees van Dongen    | Jamathi    | 6 |
| 24 | Michal Sobán       | Kreidler   | 5 |
| 25 | Günter Hilbig      | MZ         | 4 |
|    | Bedrich Fendrich   | Tatran     | 4 |
| 27 | Lasse Johansson    | Maico      | 3 |
|    | Lars Persson       | Monark     | 3 |
| 29 | Ulrich Graf        | Kreidler   | 3 |
| 30 | Lennart Lindell    | Tomos      | 2 |
|    | Alberto Ieva       | Morbidelli | 2 |
| 32 | Ton Kooyman        | Hemeyla    | 1 |
|    | Peter Müller       | Zündapp    | 1 |
|    | Albert Bertholet   | Kreidler   | 1 |
|    | Hans Johansson     | HM         | 1 |

(Punten tussen haakjes zijn inclusief streepresultaten)

### Constructeurstitel 50 cc
| 1  | Kreidler   | 75 (124) |
| 2  | Derbi      | 69 (89)  |
| 3  | Jamathi    | 44 (60)  |
| 4  | Tomos      | 14       |
| 5  | Ahra       | 8        |
| 6  | MZ         | 4        |
|    | Tatran     | 4        |
| 8  | Maico      | 3        |
|    | Monark     | 3        |
| 10 | Morbidelli | 2        |
| 11 | Hemeyla    | 1        |
|    | Zündapp    | 1        |
|    | HM         | 1        |

(Punten tussen haakjes zijn inclusief streepresultaten)

## Zijspanklasse
Nu Klaus Enders gestopt was om te gaan autoracen, was zijn BMW overgenomen door Richard Wegener. Hoewel de BMW's nog steeds erg sterk waren, werden ze intussen bedreigd door de opkomst van de tweetaktmotoren én de Münch-URS waarmee Helmut Fath al eens wereldkampioen was geworden.
1. Oostenrijk, Salzburgring
Op de Salzburgring viel het duo Siegfried Schauzu/Wolfgang Kalauch al snel uit door carburatieproblemen. Arsenius Butscher/Josef Huber wonnen met 19 seconden voorsprong op Georg Auerbacher/Hermann Hahn. Richard Wegener en Adi Heinrichs werden derde. Zij hadden de oude machine van Klaus Enders overgenomen.
2. Duitsland, Hockenheim
In Hockenheim wonnen Auerbacher/Hahn door van start tot finish aan de leiding te gaan. Schauzu viel opnieuw uit en Butscher/Huber werden tweede. Wegener/Heinrichs wonnen de derde plaats nipt van Heinz Luthringshauser/Hans-Jürgen Cusnik.
3. Isle of Man Sidecar TT, Snaefell Mountain Course
In de Sidecar TT bleef de door Dieter Busch getunede BMW van Siegfried Schauzu eindelijk een keer heel, en hij won deze race dan ook. Met een laag gemiddelde weliswaar, want het regende ook tijdens de zijspanrace. Hoe populair de Sidecar TT was bleek uit het aantal starters: 77. Aanvankelijk konden Auerbacher/Hahn en de gebroeders Jean-Claude en Albert Castella Schauzu nog redelijk volgen. Dit drietal had al na één ronde een flinke voorsprong op Arsenius Butscher/Josef Huber. In de laatste ronde reed Auerbacher op het circuit voor Schauzu, maar hij was 10 seconden eerder gestart. Schauzu bleef Auerbacher volgen, maar bij Governor's Bridge, 1 kilometer voor de finish sloeg zijn motor even af. Die sloeg ook meteen weer aan, maar Schauzu verloor toch enkele seconden. Hij werd desondanks eerste.
4. Nederland, Assen
In Assen startten Horst Owesle en Julius Kremer met hun Münch-URS vanaf de tweede rij als snelsten, maar ze werden al snel weer ingehaald door Auerbacher/Hahn en Schauzu/Kalauch. Auerbacher moest echter al vroeg in de race met pech stoppen, waardoor Schauzu de leiding nam. Op de tweede plaats lagen Wegener/Heinrichs en op de derde plaats Chris Vincent/Derek Jacobson (BSA). Owesle was teruggezakt in het middenveld, maar reed een inhaalrace en in de achtste ronde was hij weer derde. Schauzu moest de pit opzoeken met technische problemen en ook Wegener moest aan zijn versnellingsbak laten sleutelen. Owesle lag nu ver voor op de rest van het veld. Arsenius Butscher/Josef Huber werden tweede en Siegfried Maier/Harald Mathews (BMW) werden derde.
5. België, Spa-Francorchamps
In België had Owesle al meteen na de start een flinke voorsprong op de rest van het veld. Na de eerste ronde leidde hij dan ook vóór Auerbacher en Butscher. Schauzu wist in de tweede ronde de leiding over te nemen, maar door de acceleratie van de viercilinder van Owelse passeerde die toch weer als eerste de streep. In de laatste ronde wist Schauzu echter weg te lopen, waardoor Owesle genoegen moest nemen met de tweede plaats. Auerbacher werd derde.
6. Tsjecho-Slowakije, Masaryk-Ring
Tijdens de trainingen in Tsjecho-Slowakije raakten Georg Auerbacher en Hermann Hahn geblesseerd. De race werd gewonnen door Schauzu/Kalauch, met een kleine voorsprong op Horst Owesle die dit keer werd bijgestaan door John Blanchard. Heinz Luthringshauser, voor de tweede keer met Armgard "Aga" Neumann in het zijspan, werd derde.
7. Finland, Imatra
Horst Owesle reed in Finland met Peter Rutterford in het zijspan. Ze wonnen de race vóór Wegener/Heinrichs en de gebroeders Castella. Hierdoor konden met nog slechts één race te gaan drie combinaties wereldkampioen worden: Owesle had 60 punten, Butscher 55 en Auerbacher 49.
8. Ulster, Dundrod Circuit
In de Ulster Grand Prix wonnen Owesle/Rutterford opnieuw en daarmee was de combinatie Owesle/Kremer/Blanchard/Rutterford wereldkampioen. Schauzu/Kalauch werden tweede en daardoor ook tweede in de eindstand. Luthringshauser reed weer samen met Hans-Jürgen Cusnik en werd derde, maar de derde plaats in het wereldkampioenschap was voor Butscher/Huber. Arsenius Butscher diende na de race een protest in tegen de Münch-URS van Horst Owesle, omdat die meer dan 500 cc zou meten. De motor bleek echter correct te zijn. Hierna volgde een tweede protest tegen de gebruikte brandstof, maar omdat het uit elkaar halen en opmeten van de motor meer dan twee uur geduurd had, werd dit protest afgewezen omdat het meer dan twee uur na de race werd ingediend.

### Uitslagen zijspanklasse
|   | Datum         | Race                     | Circuit           | 1e                                   | 2e                                   | 3e                                         | Snelste ronde                        |
| - | ------------- | ------------------------ | ----------------- | ------------------------------------ | ------------------------------------ | ------------------------------------------ | ------------------------------------ |
| 1 | 9 mei         | GP van Oostenrijk        | Salzburgring      | Arsenius Butscher / Josef Huber      | Georg Auerbacher / Hermann Hahn      | Richard Wegener / Adi Heinrichs            | Arsenius Butscher / Josef Huber      |
| 2 | 16 mei        | GP van Duitsland         | Hockenheim        | Georg Auerbacher / Hermann Hahn      | Arsenius Butscher / Josef Huber      | Richard Wegener / Adi Heinrichs            | Siegfried Schauzu / Wolfgang Kalauch |
| 3 | 6-13 juni     | Isle of Man TT           | Mountain Course   | Siegfried Schauzu / Wolfgang Kalauch | Georg Auerbacher / Hermann Hahn      | Arsenius Butscher / Josef Huber            | Georg Auerbacher / Hermann Hahn      |
| 4 | 26 juni       | TT van Assen             | Assen             | Horst Owesle / Julius Kremer         | Arsenius Butscher / Josef Huber      | Siegfried Maier / Harald Mathews           | Horst Owesle / Julius Kremer         |
| 5 | 4 juli        | GP van België            | Spa-Francorchamps | Siegfried Schauzu / Wolfgang Kalauch | Horst Owesle / Julius Kremer         | Georg Auerbacher / Hermann Hahn            | Siegfried Schauzu / Wolfgang Kalauch |
| 6 | 18 juli       | GP van Tsjecho-Slowakije | Masaryk-Ring      | Siegfried Schauzu / Wolfgang Kalauch | Horst Owesle / John Blanchard        | Heinz Luthringshauser / Armgard Neumann    | Horst Owesle / Peter Rutterford      |
| 7 | 31 juli-1 aug | GP van Finland           | Imatra            | Horst Owesle / Peter Rutterford      | Richard Wegener / Adi Heinrichs      | Jean-Claude Castella / Albert Castella     | Siegfried Schauzu / Wolfgang Kalauch |
| 8 | 14 aug        | Ulster Grand Prix        | Dundrod           | Horst Owesle / Peter Rutterford      | Siegfried Schauzu / Wolfgang Kalauch | Heinz Luthringshauser / Hans-Jürgen Cusnik | Horst Owesle / Peter Rutterford      |

### Eindstand zijspanklasse
| Pos. | Coureur               | Bakkenist                                         | Motorfiets   | Ptn.    |
| ---- | --------------------- | ------------------------------------------------- | ------------ | ------- |
| 1    | Horst Owesle          | Julius Kremer, John Blanchard en Peter Rutterford | Münch-URS    | 69 (75) |
| 2    | Siegfried Schauzu     | Wolfgang Kalauch                                  | BMW          | 57      |
| 3    | Arsenius Butscher     | Josef Huber                                       | BMW          | 57 (68) |
| 4    | Georg Auerbacher      | Hermann Hahn                                      | BMW          | 55      |
| 5    | Heinz Luthringshauser | Hans-Jürgen Cusnik en Armgard Neumann             | BMW          | 44      |
| 6    | Richard Wegener       | Adi Heinrichs                                     | BMW          | 38      |
| 7    | Jean-Claude Castella  | Albert Castella                                   | BMW          | 37 (43) |
| 8    | Wolfgang Klenk        | Roland Veil                                       | BMW          | 20      |
| 9    | Hermann Binding       | Helmut Fleck                                      | BMW          | 19      |
| 10   | Siegfried Maier       | Harald Mathews                                    | BMW          | 15      |
| 11   | Jeff Gawley           | Graham Alcock                                     | BMW          | 14      |
| 12   | Chris Vincent         | Michael Casey en Derek Jacobson                   | BSA          | 11      |
| 13   | Rudi Kurth            | Dane Rowe                                         | CAT-Crescent | 9       |
| 14   | Graham Milton         | John Thornton                                     | BMW          | 9       |
| 15   | Hanspeter Hubacher    | John Blum                                         | BMW          | 5       |
| 15   | Hermann Schmid        | André Mayenzet                                    | BMW          | 5       |
| 16   | Tony Wakefield        | Jack McPherson                                    | BMW          | 4       |
|      | Dick Hawes            | John Mann                                         | Seeley       | 4       |
|      | Michel Pourcelet      | Claude Domin                                      | BMW          | 4       |
|      | Pentti Moskari        | Matti Sigvart                                     | Honda        | 4       |
| 21   | Robin Williamson      | John McPherson                                    | Triumph      | 3       |
|      | Colin Hornby          | Mike Griffiths                                    | BMW          | 3       |
|      | Jaakko Palomäki       | Kenneth Calenius                                  | BMW          | 3       |
|      | Pat Sheridan (†)      | Phillip Smith (†)                                 | BSA          | 3       |
| 25   | John Mines            | Geoff Davis                                       | Matchless    | 2       |
|      | Herman Oosterloo      | Klaas de Geus                                     | BMW          | 2       |
|      | Gustav Pape           | Franz Kallenberg                                  | BMW          | 2       |
|      | Egon Schons           | Karl Lauterbach                                   | BMW          | 2       |
|      | Fred Cornbill         | Gordon Tinkler                                    | Triumph      | 2       |
| 30   | Peter Brown           | Fred Holden                                       | BSA          | 1       |
|      | Joe Coxon             | Billy Costello                                    | BSA          | 1       |

(Punten tussen haakjes zijn inclusief streepresultaten)

### Constructeurstitel zijspanklasse
| 1 | BMW          | 75 (111) |
| 2 | Münch-URS    | 69 (75)  |
| 3 | BSA          | 14       |
| 4 | CAT-Crescent | 9        |
| 5 | Honda        | 6        |
| 6 | Triumph      | 5        |
| 7 | Seeley       | 4        |
| 8 | Matchless    | 2        |

(Punten tussen haakjes zijn inclusief streepresultaten)

## Voetnoten
1949 · 
1950 · 
1951 · 
1952 · 
1953 · 
1954 · 
1955 · 
1956 · 
1957 · 
1958 · 
1959 · 
1960 · 
1961 · 
1962 · 
1963 · 
1964 · 
1965 · 
1966 · 
1967 · 
1968 · 
1969 · 
1970 · 
1971 · 
1972 · 
1973 · 
1974 · 
1975 · 
1976 · 
1977 · 
1978 · 
1979 · 
1980 · 
1981 · 
1982 ·
1983 · 
1984 · 
1985 · 
1986 · 
1987 · 
1988 · 
1989 · 
1990 · 
1991 · 
1992 · 
1993 · 
1994 · 
1995 · 
1996 · 
1997 · 
1998 · 
1999 · 
2000 · 
2001 · 
2002 · 
2003 · 
2004 · 
2005 · 
2006 · 
2007 · 
2008 · 
2009 · 
2010 · 
2011 · 
2012 · 
2013 · 
2014 · 
2015 · 
2016 · 
2017 · 
2018 · 
2019 · 
2020 · 
2021 · 
2022 · 
2023 · 
2024 · 
2025